# Korenica
Korenica (serb. Кореница) – miasto w Chorwacji, w żupanii licko-seńskiej, siedziba gminy Plitvička Jezera. W 2011 roku liczyło 1766 mieszkańców.

## Geografia
Korenica leży na obszarze Liki i Koreničkiego polja, na wysokości 658 m n.p.m.
Przez miejscowość przebiega droga Karlovac – Slunj – Gračac.
Miejscowa gospodarka oparta jest na przemyśle budowlanym, chemyicznym, drzewnym, farmaceutycznym i papierniczym.

## Historia
Pierwsza historyczna wzmianka o Korenicy pochodzi z 1468 roku, gdy była częścią żupanii krbawskiej. W latach 1523–1526 wyludniła się w związku z zagrożeniem osmańskim. Podbój miał miejsce w 1527 roku. Osmanowie przeprowadzili kolonizację ludności prawosławnej w celu ochrony terenów nadgranicznych.
W 1699 roku, na mocy traktatu w Karłowicach, Korenica znalazła się w granicach Monarchii Habsburgów i Pogranicza Wojskowego. W 1872 roku została siedzibą gminy i sądu rejonowego.
Po zakończeniu I wojny światowej w granicach Królestwa Serbów, Chorwatów i Słoweńców. W trakcie II wojny światowej była częścią Niepodległego Państwa Chorwackiego. Okupowana przez wojska niemieckie i włoskie, ostatecznie wyzwolona została 21 marca 1945. W ramach SFR Jugosławii nosiła nazwę Titova Korenica.
W trakcie wojny w Chorwacji znajdowała się pod okupacją serbską.